# Parafia św. Tomasza z Akwinu w St Lucia
Parafia św. Tomasza z Akwinu w St Lucia – parafia rzymskokatolicka, należąca do archidiecezji Brisbane.